# Nordlandia
Nordlandia (ранее Olau Hollandia, Nord Gotlandia) — пассажирский паром, построенный в 1981 г. на верфи AG Weser Seebeckswerft, Бремерхафен в Германии по заказу компании Olau Line Ltd Co. Используется на линии Таллин—Хельсинки с 10 февраля 1998 г. Судном-близнецом является построенная в 1982 г. Olau Britannia ныне Julia. С 2004-го по 2013-й год ему на линии помогал грузо-пассажирский паром меньшего размера Translandia, которым в основном пользуются «дальнобойщики».

## История судна
Судно под заводским номером 1028 было спущено на воду 22 ноября 1980 г. и передано под именем Olau Hollandia 21 марта 1981 г. в Olau Line Ltd Co Гамбург Германия. Под этим именем первое новое судно компании проработало с 25 марта 1981 г. по 2 октября 1989 г. на линии Ширнесс-Флиссинген, после чего судно было продано в шведскую Nordström & Thulin, у которой была 10-летняя концессия на Готландскую линию. На этой линии Nordström & Thulin выступал под брендом Gotlandslinjen и с 1 января 1990 г. до декабря 1997 г. судно курсировало под именем Nord Gotlandia по маршруту Висбю—Нюнесхамн—Оскарсхамн. В 1997 г. в машинном отделении судна случился пожар, кроме того, Nordström & Thulin потеряла право организовывать сообщение на Готландской линии. По этой причине Nordström & Thulin решила избавиться от судна и продала его в декабре 1997 г. в финскую компанию Eckerö Line, где ему было присвоено его нынешнее имя Nordlandia.
1 января 1998 г. судно покинуло Висбю и направилось в Наантали, где на следующий день Eckerö Line приняло его в своё распоряжение. С 10 февраля 1998 г. судно работает на линии Таллин—Хельсинки. 30 апреля 2003 г. сломался один из винтов при отправлении из Хельсинки, в результате чего паром попал на 5 дней в док Наантали. 28 октября 2006 г. во время сильного шторма Nordlandia врезалась в Таллинский причал и получила пробоину выше ватерлинии. Повреждения быстро устранили и с 1 ноября 2006 г. паром снова заработал на линии.
В июне 2011 г. судоходная компания Eckerö Line обслужила на линии Таллин-Хельсинки 310 005 пассажиров, что является рекордом предприятия за все времена и составляет примерно 30 процентов рынка перевозок.
В июне 2013 года паром был продан компании Isabella Cruise и переименован в M/S Isabella I.

## Фотогалерея

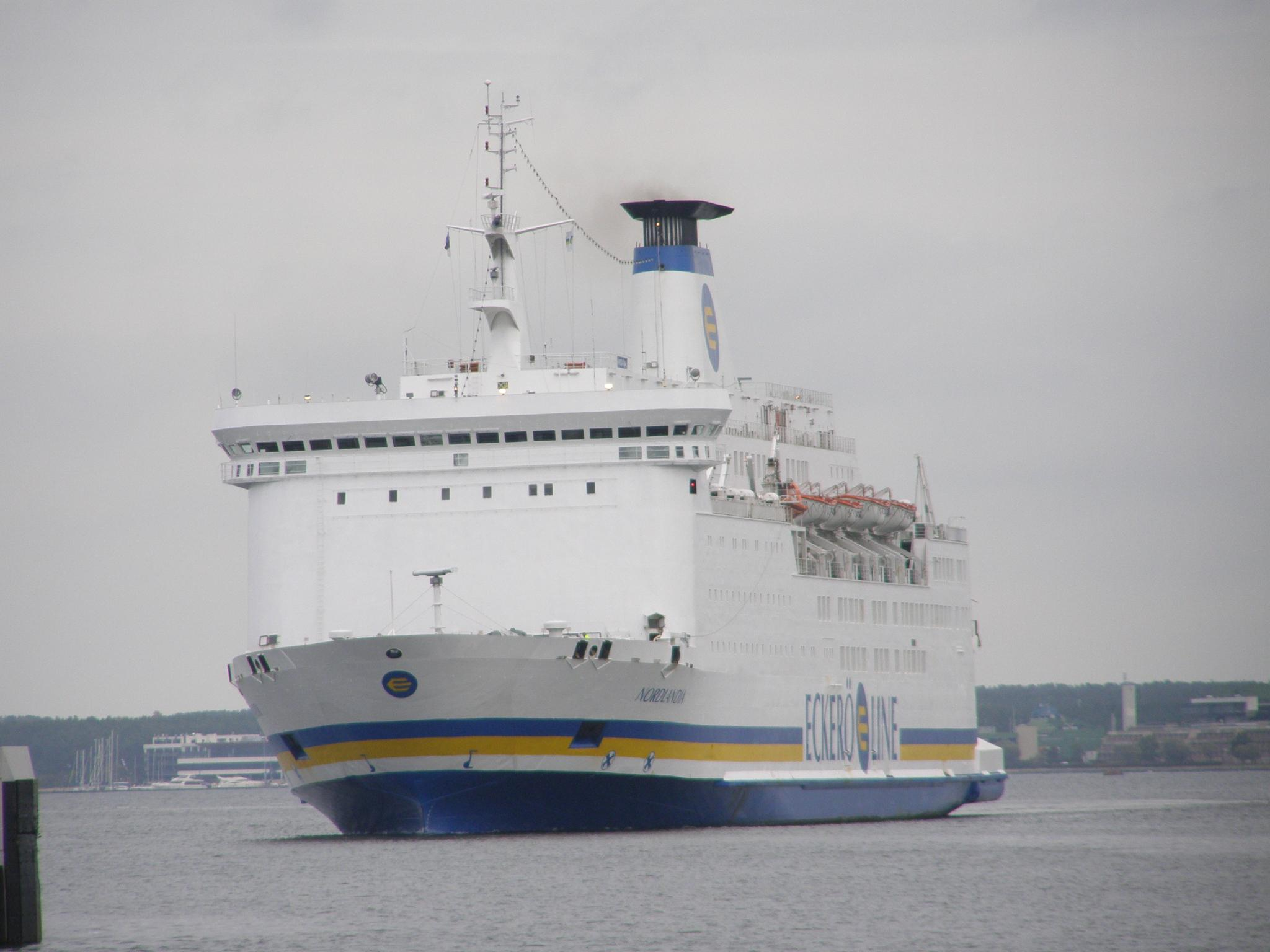
Nordlandia прибывает в Таллин
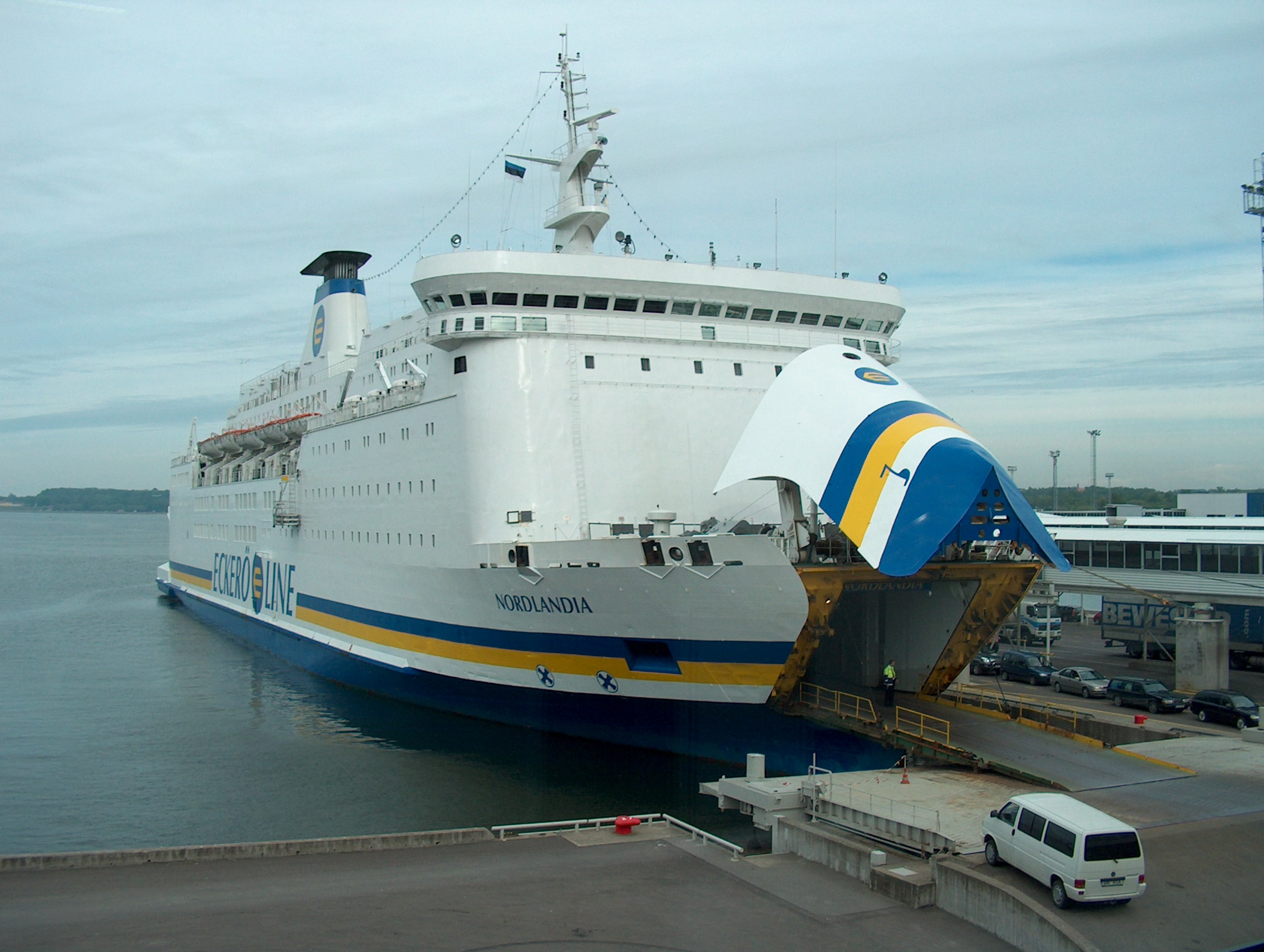
Nordlandia с поднятым визором
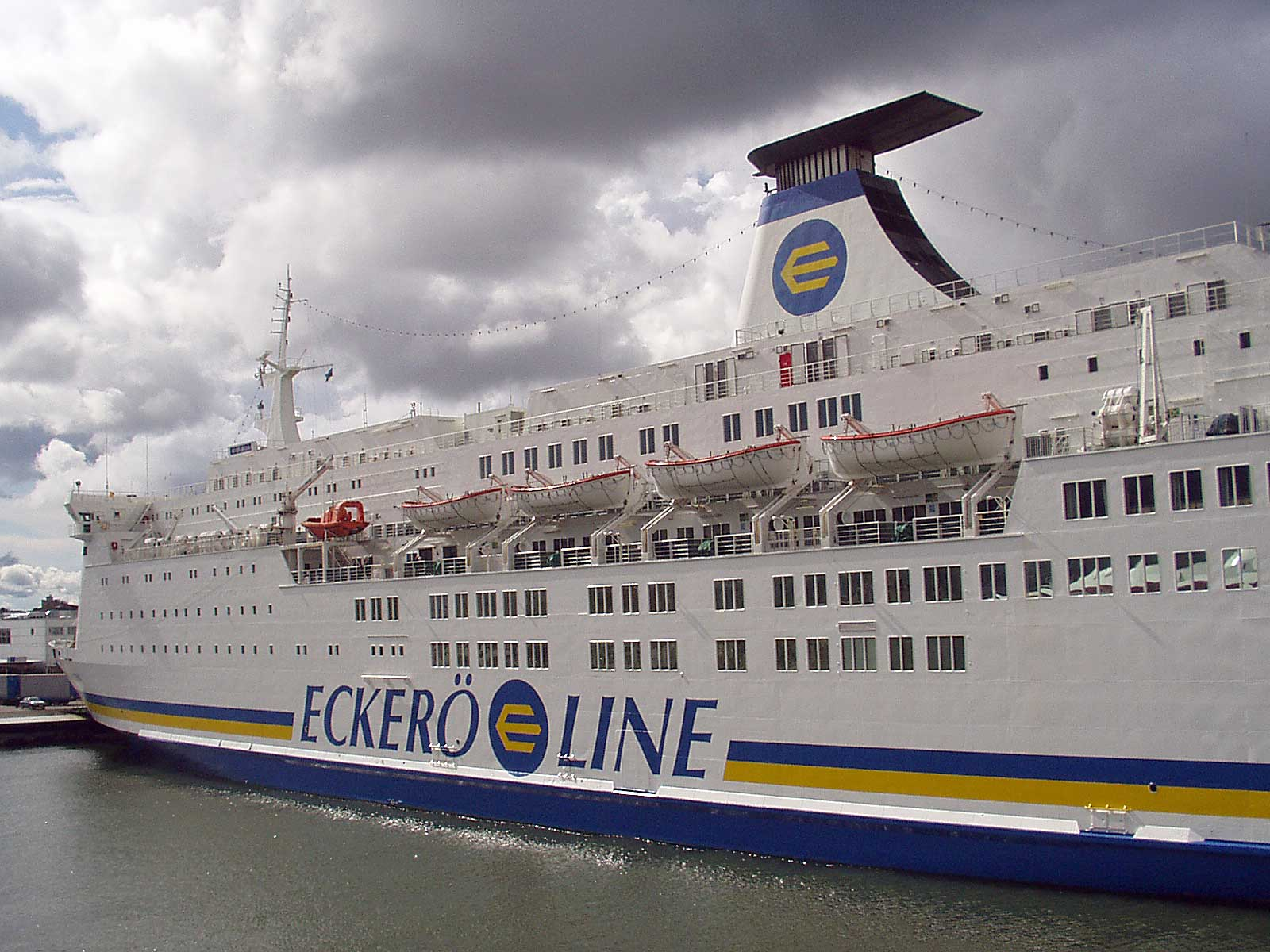
Nordlandia у причала
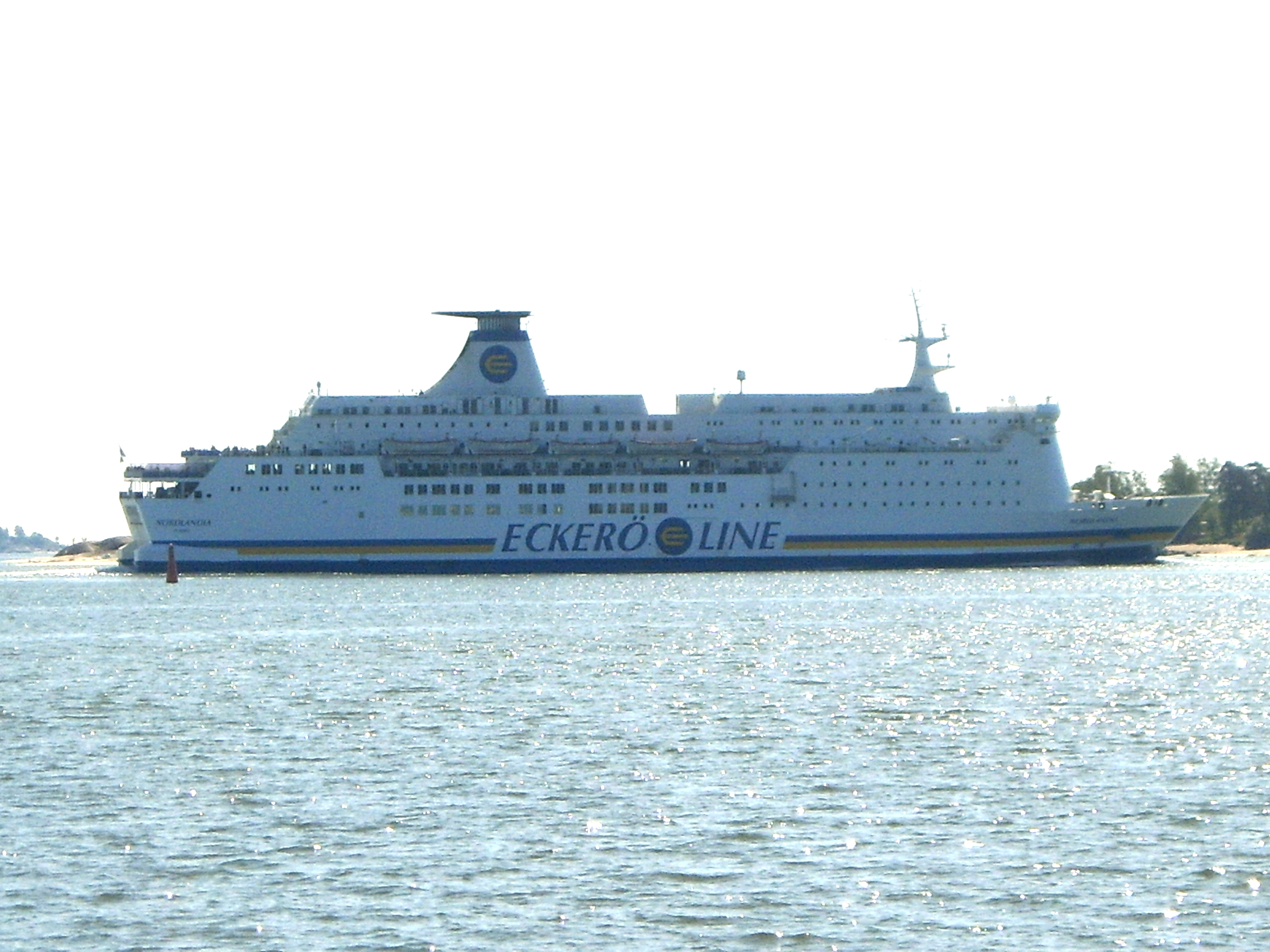
Nordlandia у Хельсинки
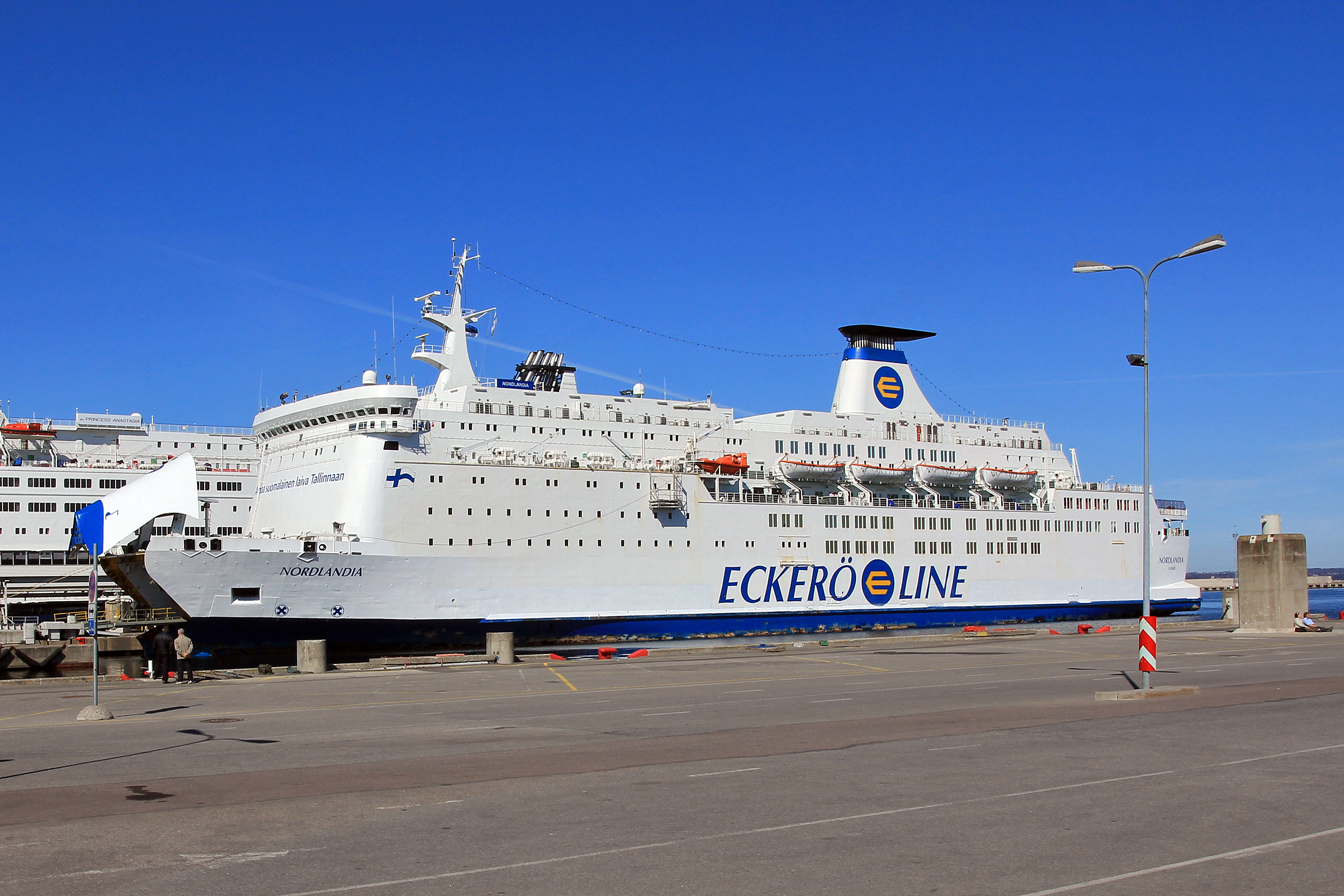
Nordlandia в порту Таллина